# Stefen Wisniewski
Pour les articles homonymes, voir Wiśniewski.
(en) Statistiques sur pro-football-reference
Stefen David Wisniewski, né le 22 mars 1989 à Pittsburgh, est un joueur professionnel américain de football américain qui évoluait au poste d'offensive guard et de centre dans la National Football League (NFL).
Il a joué au niveau universitaire pour les Nittany Lions de Penn State dans la NCAA Division I FBS (2007-2010).
Il se présente à la draft 2011 de la NFL où il est sélectionné par la franchise des Raiders d'Oakland.
Il remporte par la suite le Super Bowl LII avec les Eagles de Philadelphie (saison 2017) et le Super Bowl LIV avec les Chiefs de Kansas City (saison 2019).
Il prend sa retraite de la NFL le 26 août 2021.

## Biographie

### Jeunesse
Wisniewski est le fils de Leo Wisniewski, qui a joué quatre saisons dans la NFL avec les Colts d'Indianapolis. Il est également le neveu de Steve Wisniewski et a comme membre de sa famille James Wisniewski, joueur professionnel de hockey sur glace[réf. nécessaire].

### Carrière universitaire
Il entre à l'université d'État de Pennsylvanie où il intègre l'équipe de football américain des Nittany Lions. Il devient le premier joueur de l'histoire de Penn State à être nommé trois fois dans l'équipe All-American selon ESPN.

### Carrière professionnelle

#### Raiders d'Oakland
Stefen Wisniewski est sélectionné au deuxième tour du draft 2011 de la NFL par les Raiders d'Oakland en 48e position. Lors du camp d'entraînement, il ne porte pas le numéro 76, porté par son oncle Steve Wisniewski, huit fois nommé au Pro Bowl, et préfère arborer le numéro 61 qu'il portait à l'université. L'entraîneur principal Hue Jackson le nomme titulaire au poste guard gauche et la ligne offensive des Raiders permet à l'équipe de bien commencer la saison. Wisniewski est même nommé joueur débutant de la semaine dans la NFL de la 3e semaine. Il est sélectionné dans l'équipe-type des débutants de la NFL pour la saison 2011.
Le départ de Samson Satele pour les Colts d'Indianapolis en 2012 lui permet de devenir le titulaire au poste de centre.

#### Jaguars de Jacksonville
Il signe avec les Jaguars de Jacksonville en 2015 et a commencé les 16 matchs de la saison comme centre. 

#### Eagles de Philadelphie
La saison suivante, il rejoint les Eagles de Philadelphie. Avec la présence de Jason Kelce au poste de centre, Wisniewski est déplacé comme guard gauche avec les Eagles. Lors de la saison 2017, il aide les Eagles à remporter le Super Bowl LII face aux Patriots de la Nouvelle-Angleterre.

#### Chiefs de Kansas City
Il est libéré par les Eagles lors des dernières coupures en vue de la saison 2019, puis signe peu après aux Chiefs de Kansas City. Il remporte le Super Bowl LIV après que les Chiefs aient vaincu les 49ers de San Francisco, remportant au passage une deuxième bague de champion.

#### Steelers de Pittsburgh
Il rejoint en 2020 l'équipe de sa ville natale, les Steelers de Pittsburgh.

#### Retraite
Il annonce sa retraite de la NFL le 26 août 2021.

## Palmarès
- Première équipe-type de la conférence Big Ten : 2009 et 2010
- Équipe-type All-American 2008, 2009 et 2010
- Joueur débutant de la semaine dans la NFL : semaine 3, 2011